# Shurikenjutsu

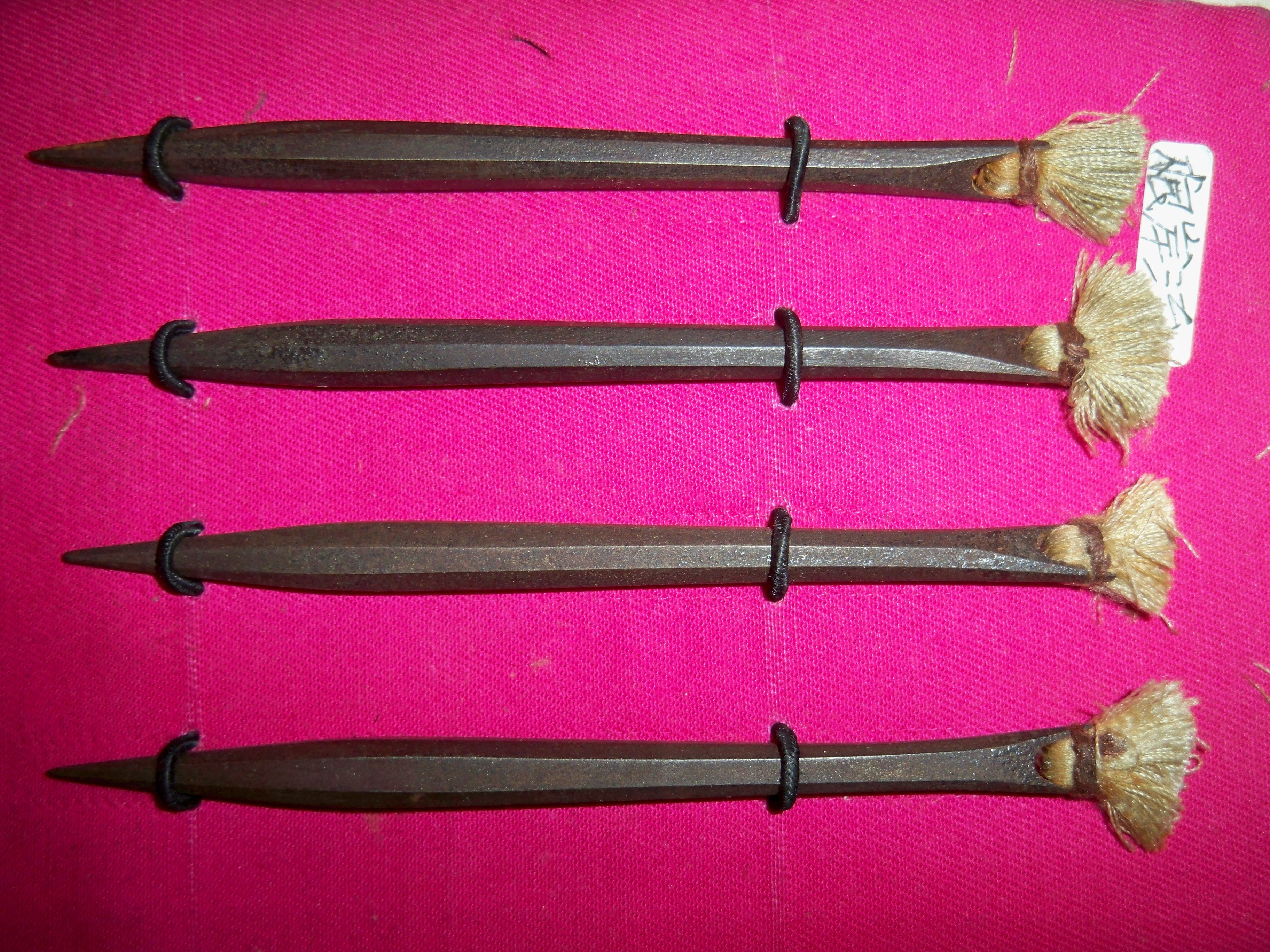
Bo shuriken - armas portáteis tradicionais japonesas

Shurikenjutsu (手里 剣 术?) é um termo geral que descreve as tradicionais artes marciais japonesas de arremesso de shuriken, que são pequenas, portáteis armas usadas principalmente pelo shinobi no Japão feudal, tais como metal picos bō shuriken, placas circulares de metal conhecidos como hira shuriken, e facas (tanto).
Shurikenjutsu era geralmente ensinado entre o sogo-bugei, ou abrangentes sistemas de artes marciais do Japão, principalmente no ninjutsu, como uma arte complementar para aqueles mais comumente praticado como kenjutsu, sojutsu, Bojutsu e kumi-uchi (campo de batalha de luta) ou jujutsu, e é muito menos comum hoje do que na era feudal.